# Golfe du Couronnement
Le golfe du Couronnement (en anglais Coronation Gulf) est un golfe situé dans le Nunavut au Canada à 68° nord et 112° ouest. Il sépare le Nunavut et l'île Victoria au nord. Il rejoint la mer de Beaufort et est alimenté par les rivières Coppermine, Rae, Richardson et Tree. La communauté de Kugluktuk se trouve à l'embouchure de la rivière Coppermine.
Le nom du golfe vient de John Franklin afin de rendre honneur au roi George IV du Royaume-Uni lors de son couronnement en juillet 1821. 
Rudolph Martin Anderson et Diamond Jenness étudient l'environnement et la culture des autochtones de la région en 1916 lors de l'expédition arctique canadienne (en).
La région du golfe est principalement explorée et exploitée pour les gisements de cuivre, de diamant et d'uranium.